# Ivar Afzelius
 (février 2023).
Si vous disposez d'ouvrages ou d'articles de référence ou si vous connaissez des sites web de qualité traitant du thème abordé ici, merci de compléter l'article en donnant les références utiles à sa vérifiabilité et en les liant à la section « Notes et références ».
En pratique : Quelles sources sont attendues ? Comment ajouter mes sources ?
Ivar Afzelius (15 octobre 1848, Uppsala - 30 octobre 1921) est un juriste et homme politique suédois.

## Biographie
Après avoir étudié le droit aux universités d'Uppsala, de Leipzig et de Göttingen, il est nommé pour enseigner le droit de la procédure à Uppsala en 1879. Bernhard Windscheid est l'un de ses professeurs. De 1891 à 1902, il est juge à la Cour suprême de Suède, 1898-1903 et 1905-1915 membre du Riksdag, dont il préside la première chambre, le Sénat, en 1913-1915. Depuis 1905, il est membre de la Cour permanente d'arbitrage de La Haye et président de la Cour d'appel de Svea en 1910-1918.
Afzelius est connu comme un précurseur d'un effort législatif pan-scandinave, en particulier les lois de la mer. Il est caractérisé comme le prototype d'un juriste idéaliste dans l'État libéral. Pourtant, il cherche à lier les traditions juridiques suédoises à la pensée dogmatique moderne (en particulier allemande), dont la réception en Suède est fortement favorisée par son autorité.
Il est nommé membre de l'Académie royale des sciences de Suède en 1905 et de l'Académie suédoise en 1907, au fauteuil 4.
Afzelius est membre de l'association masculine Sällskapet Idun.